# Lori Bowden
Lori Bowden (13 de junio de 1967) es una deportista canadiense que compitió en triatlón y duatlón.
Ganó siete medallas en el Campeonato Mundial de Ironman entre los años 1997 y 2003. Además, obtuvo una medalla en el Campeonato Mundial de Duatlón de Larga Distancia de 1998.

## Palmarés internacional
| Campeonato Mundial | Campeonato Mundial     | Campeonato Mundial | Campeonato Mundial |
| Año                | Lugar                  | Medalla            | Prueba             |
| ------------------ | ---------------------- | ------------------ | ------------------ |
| 1997               | Hawái (Estados Unidos) | Medalla de plata   | Individual         |
| 1998               | Hawái (Estados Unidos) | Medalla de plata   | Individual         |
| 1999               | Hawái (Estados Unidos) | Medalla de oro     | Individual         |
| 2000               | Hawái (Estados Unidos) | Medalla de plata   | Individual         |
| 2001               | Hawái (Estados Unidos) | Medalla de plata   | Individual         |
| 2002               | Hawái (Estados Unidos) | Medalla de bronce  | Individual         |
| 2003               | Hawái (Estados Unidos) | Medalla de oro     | Individual         |

| Campeonato Mundial | Campeonato Mundial | Campeonato Mundial | Campeonato Mundial |
| Año                | Lugar              | Medalla            | Prueba             |
| ------------------ | ------------------ | ------------------ | ------------------ |
| 1998               | Zofingen (Suiza)   | Medalla de oro     | Individual         |